# Rockaway (hippomobile)

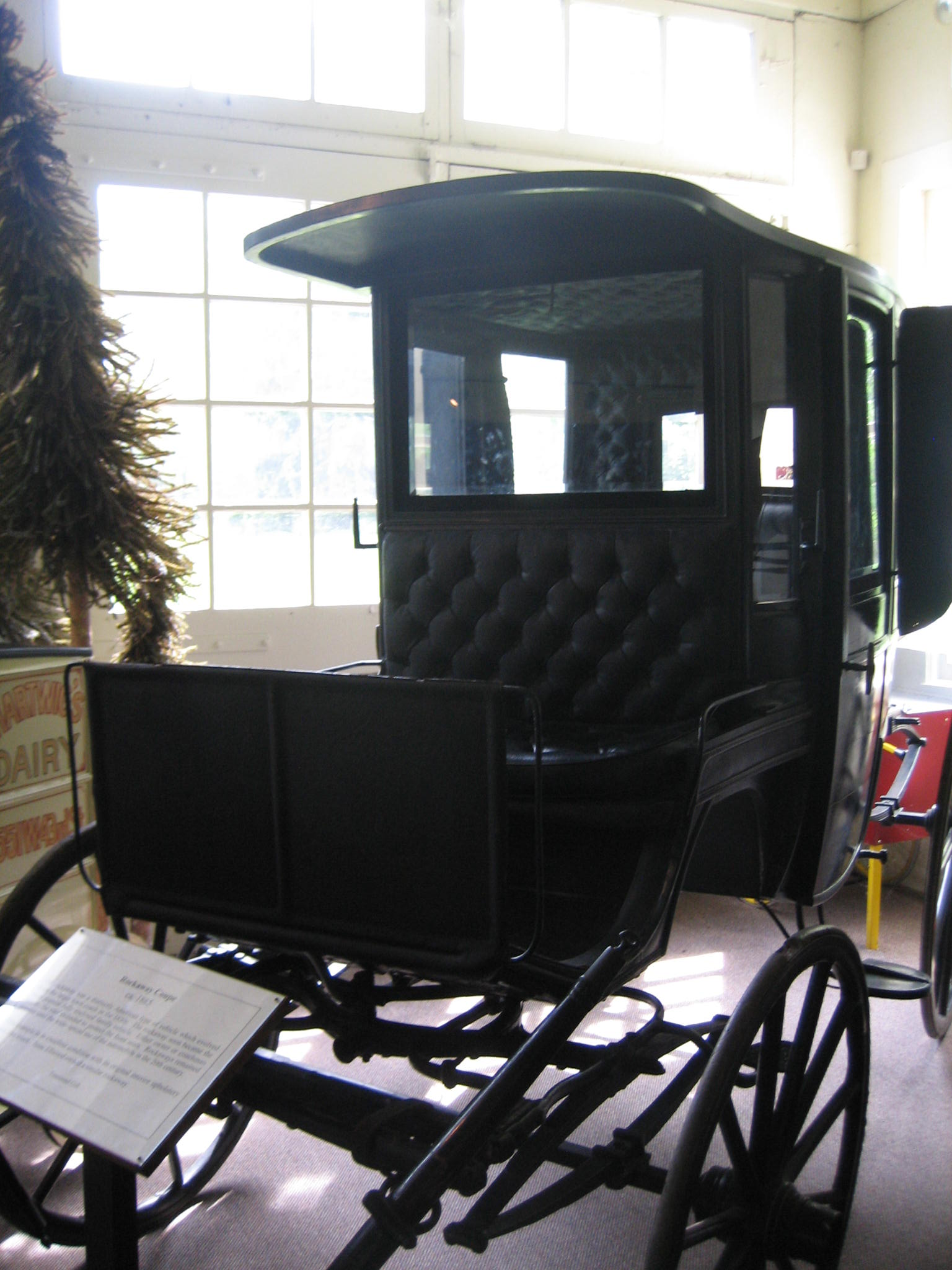
Un rockaway de 1860 dans un musée de l’Illinois

Le rockaway est une voiture hippomobile à quatre roues, créée et utilisée aux États-Unis au XIXe siècle, caractérisée par l’allongement du toit qui prolonge le pavillon et protège le conducteur.

## Étymologie
Deux étymologies sont proposées, toutes deux venant d’un toponyme. Soit la ville de Rockaway, dans le New Jersey, où ces voitures auraient été fabriquées. Soit, selon l’autre version, les voitures étaient fabriquées à Jamaica (Queens) et la péninsule de Rockaway était la principale destination des voyageurs qui partaient de Jamaica. 

## Caractéristiques
Le rockaway peut présenter des formes distinctes. D’une part, celle d’un coupé classique, d’une berline ou un coupé trois-quarts, donc une voiture fermée, avec une porte sur les côtés. Le pavillon est prolongé vers l’avant sans montants latéraux.
D’autre part le rockaway est aussi une voiture légère, basse, avec un toit fixe mais des côtés ouverts, qui peuvent éventuellement être fermés par une toile imperméable.

## Sources
Joseph Jobé, Au temps des cochers, Lausanne, Edita-Lazarus, 1976.  (ISBN 2-88001-019-5)